# Frotho I
 Frotho I (... – ...) è stato un re leggendario danese le cui gesta vennero narrate da Saxo Grammaticus nel Gesta Danorum, dove si trova sostanzialmente la sua biografia.

## Biografia
Succedette a suo padre Hadingus sul trono e rimpinguò le casse del regno, prosciugate dalla guerra, uccidendo un drago e impadronendosi del suo tesoro. Lo usò per finanziare una spedizione nel Baltico, dove ottenne vittorie utilizzando intelligenti stratagemmi (compreso quello di travestirsi come una delle sue scudiere). Dopo aver avuto alcuni problemi in patria combatté con successo in Britannia e conquistò Londra. Morì poi combattendo contro gli svedesi.